# Пауль Фрідріх фон Фурхерр
Пауль Фрідріх фон Фурхерр — Надзвичайний і Повноважний Посол Мальтійського Ордену в Україні (2008—2014).

## Життєпис
Обіймав посаду радника-посланника посольства Суверенного Військового Мальтійського Ордену в Словацькій Республіці. Займався створенням гуманітарних мальтійських організацій Словаччини, надавав засоби для хворих та інвалідів, вихованців дитячих будинків і лікарень в Словацькій Республіці. Він зіграв свою роль у реконструкції та будівництві нових католицьких церков, а також надання гуманітарної допомоги в Україні, Угорщині після повені у 2001 році.
Посольство Суверенного Військового Мальтійського Ордену розпочало свою дипломатичну місію в Україні у 2008 році. До цього очолював Посольство Мальтійського Ордену в Словаччині, а останні 8 років — був Послом Мальтійського Ордену в Білорусі.
Організація офіційної дипломатичної місії Мальтійського Ордену в Україні не випадкова: «Відкриття Посольства Мальтійського Ордену в Україні відбулося, насамперед, з ініціативи української сторони. Український уряд неодноразово запрошував нас, разом з тим, цілком очевидно, що одна з найбільших держав Європи, якою є Україна, не могла залишитись без уваги з боку нашого уряду, ось чому ми тут», — заявив пан фон Фурхерр.
21 листопада 2008 року — вручив вірчі грамоти Президенту України Віктору Ющенку

## Нагороди та відзнаки
- Орден Подвійного білого хреста (1998), Словаччина